# Випадок із сержантом Грішею
«Випадок із сержантом Грішею» (англ. The Case of Sergeant Grischa) — американська драма режисера Герберта Бренона 1930 року. Фільм був номінований на премію «Оскар» за найкращий звук, який на даний момент є єдиним втраченим фільмом, що був удостоєний цієї номінації. Критики-сучасники, однак, характеризували його не найкращим чином, назвавши надмірно затягнутим і нудним.

## Сюжет
Сержант Гіша Патроткін (Честер Морріс), простодушний російський солдат, рятується від німецького табору для військовополонених. Він недовго ховається в сільської дівчини на ім’я Бабка (Бетті Компсон), але нарешті туга за батьківщиною здолала його. Одягаючи форму загиблого російського шпигуна, його невдовзі знову захоплюють німці і засуджують до смерті...

## У ролях
- Честер Морріс — сержант Гріша Папротнік
- Бетті Компсон — Бабка
- Алек Б. Френсіс — генерал фон Лічон
- Густав фон Сейффертітц — генерал Шіффензан
- Джин Гершолт — Понзнанскі
- Лейланд Годжсон — лейтенант Вінфрід
- Пол Макаллістер — капрал Захтлібен
- Реймонд Вайтакер — Альоша
- Бернард Сігел — Вересєв
- Френк Маккормак — капітан Спірейдж / Коля
- Персі Барбетт — сержант Фріц
- Гел Девіс — Біркгойз